# Peresiella platyalia
Peresiella platyalia är en ringmaskart som beskrevs av Green 2002. Peresiella platyalia ingår i släktet Peresiella och familjen Capitellidae. Inga underarter finns listade i Catalogue of Life.